# 察汗乌苏蒙古族乡
察汗乌苏蒙古族乡是中华人民共和国新疆维吾尔自治区伊犁哈萨克自治州昭苏县下辖的一个民族乡。

## 行政区划
察汗乌苏蒙古族乡下辖以下村级行政区划单位：
塔什尔纳村、察汗乌苏下村、霍图格尔村、达力图村、塔什布拉克村、新乌松村和巴尔格勒津村。